# Cotangentă

Graficul funcției cotangentă

Cotangenta (abreviată ctg sau cot) este o funcție trigonometrică periodică, definită în contextul unui triunghi dreptunghic ca fiind raportul dintre cateta alăturată și cateta opusă: 
Pentru unghiuri mai mari ca ale unui triunghi se folosește un cerc numit cerc trigonometric.
{\displaystyle \cot \alpha ={\frac {1}{\tan \alpha }}={\frac {b}{a}}}